# Orlando Gibbons

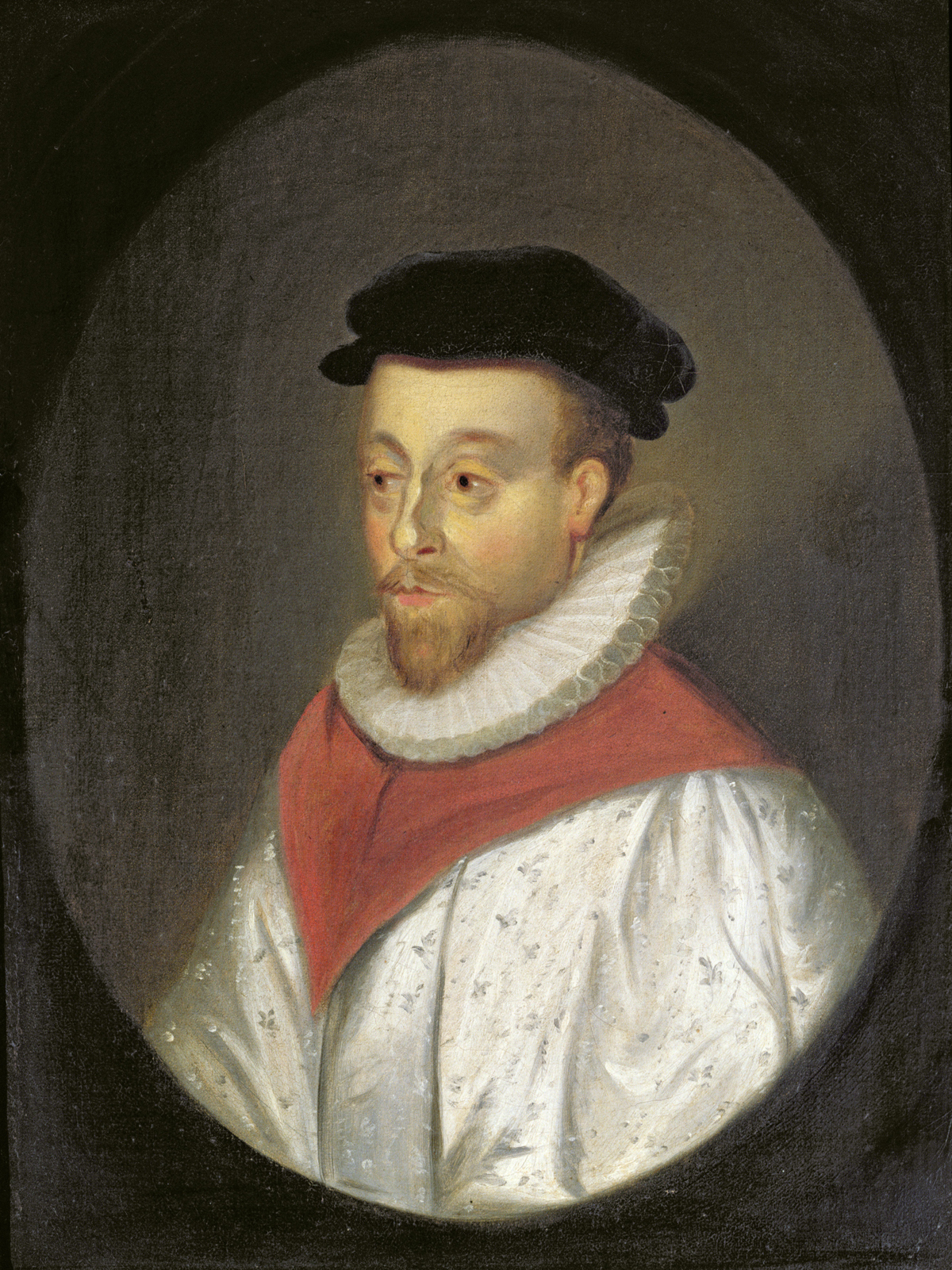
Orlando Gibbons

Orlando Gibbons (Oxford, 25 december 1583 – Canterbury, 5 juni 1625) was een Engelse componist, virginalist en organist uit de Gouden Eeuw van de Engelse muziek.
Zijn carrière in de muziek begon hij in Cambridge om daarna tot organist benoemd te worden van de Chapel Royal. Later werd hij een van de muzikanten van de Virginals van James I, In 1623 werd hij organist van de Westminster Abbey. 
Gibbons heeft veel madrigalen en kerkmuziek geschreven, en publiceerde in 1612 de collectie Madrigals and Motets, maar het is vooral zijn instrumentale muziek waardoor hij bekend gebleven is. Gibbons wordt gezien als opvolger van William Byrd. Vele van zijn anthems zijn klassiekers uit het anglicaanse kerkrepertoire, zoals Behold, thou hast Made my Days, Glorious and Powerful God, O, Clap your Hands Together, O Lord, in thy Wrath Rebuke me not en This is the Record of John. Bekende madrigalen van hem zijn The Silver Swan, What is our Life? (op een gedicht van Sir Walter Raleigh) en vier meerstemmige liederen op stoïcijnse gedichten van Joshua Sylvester: I Weigh not Fortune's Frown, I Tremble not at Noise of War, I See Ambition never Pleased en I Feign not Friendship where I Hate. Zijn fantasia's voor strijkers behoren tot de volmaaktste in hun soort. 
Gibbons stierf aan een acute hersenbloeding. Zijn zoon, Christopher Gibbons, componeerde samen met Matthew Locke Cupid and Death, een masque op een libretto van James Shirley, die als een van de eerste Engelse (proto-)opera's geldt.

## Media
The Silver Swanⓘ
- Bibsys: 90572445
- Biblioteca Nacional de España: XX1185424
- Bibliothèque nationale de France: cb138944377 (data)
- CiNii: DA06877966
- Gemeinsame Normdatei: 118717294
- International Standard Name Identifier: 0000 0001 1038 8158
- Library of Congress Control Number: n82150569
- Nationale Bibliotheek van Letland: 000036929
- MusicBrainz: 50b144fd-2012-4cd9-be65-62a09c3ddb44
- Bibliotheek van het Japanse parlement: 01066575
- Nationale Bibliotheek van Tsjechië: ola2002150818
- Nationale bibliotheek van Australië: 35122249
- Nationale Bibliotheek van Israël: 987007274461505171
- Nationale Bibliotheek van Polen: a0000002100076
- Nationale en Universitaire bibliotheek Zagreb: 000347973
- Nederlandse Thesaurus van Auteursnamen: 071363432
- Réseau des bibliothèques de Suisse occidentale: 02-A000071820
- Istituto Centrale per il Catalogo Unico: LO1V134198
- LIBRIS: 316394
- SNAC: w6kk9dsn
- Système universitaire de documentation: 066912822
- Trove: 832876
- Virtual International Authority File: 12491395
- WorldCat: E39PBJqKcYMRgD3khjCcth89jC